# Jean Charles de Marignac
Jean Charles de Marignac (ur. 24 kwietnia 1817, zm. 15 kwietnia 1894) – szwajcarski chemik, w latach 1841–1878 profesor uniwersytetu w Genewie. Odkrył pierwiastek chemiczny gadolin (1880), przypisuje mu się też odkrycie iterbu (1878).
Studiował na politechnice w Paryżu. Przez rok pracował wspólnie z Justusem von Liebigiem w Gießen, w Niemczech. W 1841 r. został profesorem chemii, zaś w 1845 r. mineralogii na uniwersytecie w Genewie. Prowadził tam badania nad pierwiastkami ziem rzadkich, które doprowadziły m.in. do odkrycia iterbu i gadolinu. Oznaczył także masy atomowe wielu pierwiastków. W 1865 r. wysunął hipotezę istnienia izotopów.